# Имахара, Грант
Грант Масару Имахара (англ. Grant Masaru Imahara; 23 октября 1970, Лос-Анджелес, США — 13 июля 2020, Лос-Анджелес, США) — американец, специалист по электронике и радиотелемеханике (дистанционному управлению), известный своим участием в телепередаче «Разрушители легенд»

## Биография

### Учёба
Грант закончил Южнокалифорнийский университет, получив степень бакалавра наук по специальности электротехника. Одно время он всерьёз думал о смене профилирующего предмета, собираясь стать сценаристом, но, в конце концов, остался верен инженерной стезе. Это решение Имахара принял после работы ассистентом у Томлинсона Холмана (Tomlinson Holman), профессора школы киноискусств университета, создавшего систему THX для Lucasfilm.

### Работа в ILM
После окончания университета Гранта взяли в Home THX, подразделение Lucasfilm, на должность инженера по лицензированию, однако он вскоре перешёл в студию ILM, где участвовал в создании таких фильмов, как Затерянный мир: парк юрского периода, Звёздные войны. Эпизод I. Скрытая угроза, В поисках Галактики, Искусственный разум, Звёздные войны. Эпизод II. Атака клонов, Терминатор 3: Восстание машин, Матрица: Перезагрузка, Матрица: Революция, Ван Хелсинг и Звёздные войны. Эпизод III. Месть ситхов.
Грант упомянут в титрах многих фильмов как создатель моделей для студии Industrial Light and Magic (ILM), в которой проработал девять лет. В частности, он занимался обновлением парка устаревших роботов R2-D2 для новой трилогии «Звёздных войн» (предыстории оригинальной трилогии), в его обязанности также входило оперирование роботом во время съёмок рекламы и выступлений на публике. Будучи официальным специалистом по R2-D2 сыграл эпизодическую роль в псевдодокументальном фильме R2-D2: Beneath the Dome.

### Участие в BattleBots
Известен также своим участием в BattleBots, для которых он создал робота средне-весовой категории Deadblow, побеждавшего во многих соревнованиях, однако на самом шоу BattleBots ни разу не становился чемпионом (так в сезоне 1.0 в бою за звание чемпиона проиграл нокаутом роботу Hazard) Также разработал и управлял ритмичными колебаниями передних лап современных моделей кроликов в рекламе Energizer. Под его руководством команда ILM победила в соревновании телепередачи «Супер-войны на свалке» (Scrapheap Challenge). Является автором книги «Kickin' Bot: An Illustrated Guide to Building Combat Robots» (ISBN 0-7645-4113-7, «Забойный робот: иллюстрированное руководство по созданию боевых роботов»), считающейся авторитетным справочником по конструированию роботов. В 2018 году Грант стал одним из судей, перешедших на Discovery Channel BattleBots.

### Участие в «Разрушителях легенд»
Имахара являлся одним из «Разрушителей легенд», членом «команды юниоров» (англ. build team, «младшие разрушители легенд» «подмастерья», «молодая команда» и так далее в различных вариантах перевода). В «разрушители» Имахара попал подстрекаемый Джейми Хайнеманом, который ранее периодически давал Гранту работу, а также под влиянием своих бывших коллег по ILM — Линды Уолкович (Linda Wolkovitch, помощник продюсера «Разрушителей мифов») и Тори Белечи. Как третий член «команды юниоров» Имахара заменил сварщицу Скотти Чепмен (Scottie Chapman). В 2012 году появлялся в незначительной роли третьего плана в 13 серии 5 сезона сериала «Эврика».

### Другие проекты
Имахара написал сценарий и снялся в короткометражном фильме «Архитекторы зла» (Architects of Evil), снятый для участия в «Конкурсе местного кино» (Backyard Film Contest) ILM в 2004 году.
Он курировал команду робототехников Biomechs #841 Высшей школы Ричмонда, участвующую в «FIRST Robotics Competition» («Первый конкурс робототехники»), передавая им свои навыки и своё умение создавать нужного робота для каждой определённой задачи.
С 2013 по 2017 год снимался в веб-сериале «Звёздный путь продолжается» в роли Хикару Сулу. В 2015 году снялся в телефильме «Акулий торнадо 3» в эпизодической роли.
В 2016 году принимал участие в телевизионном шоу «Проект Белый кролик» вместе с Тори Белечи и Кэри Байрон.

## Упоминания в прессе
В журнале IEEE Spectrum (журнал ассоциации IEEE) была статья с краткой биографией Имахары. Статья называлась «Grant Imahara: Debunker in The Box» и концентрировала внимание на интересных инженерных задачах. На обложке была помещена фотография Гранта в огнестойком костюме.

## Личная жизнь
Имахара жил в Окленде, штат Калифорния. Он не был женат, но, по слухам, встречался с Карин Зашари, организатором мероприятий из Miraglia Catering. В декабре 2016 года Имахара был обручен с дизайнером Дженнифер Ньюман.
У него есть старшая сестра, Дэйна (1968 г. р.).

## Смерть
Имахара скончался 13 июля 2020 в возрасте 49 лет в результате разрыва аневризмы артерии головного мозга.